# Brooks Stevens
Pour les articles homonymes, voir Brooks et Stevens.
Clifford Brooks Stevens né le 7 juin 1911 à Milwaukee et mort le 4 janvier 1995 dans la même ville, est un designer industriel américain. 

## Biographie
Atteint de poliomyélite durant son enfance, et confiné au lit, il est encouragé par son père à dessiner, ce qui influence son choix de carrière. Il étudie l'architecture de 1929 à 1933 à l'université Cornell d'Ithaca dans l'État de New York, puis crée en 1934 son entreprise de design industriel Brooks Stevens Design Associates (en) à Milwaukee. Son fils Kipp Stevens lui succède à la direction de l'entreprise jusqu'à la fin de l'année 2008,,.

Quelques objets Streamline Moderne
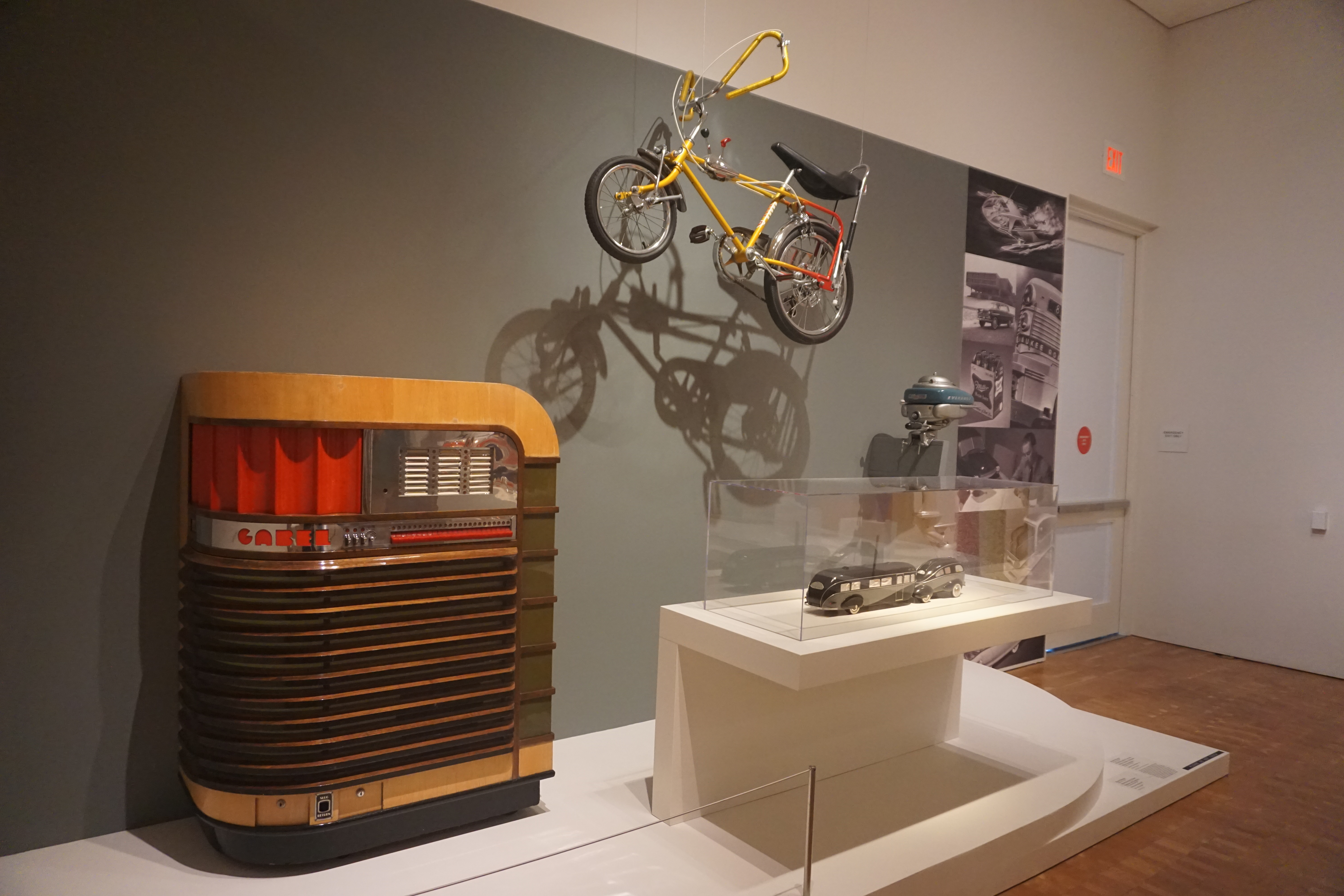
Juke-box Gabel Kuro (Milwaukee Art Museum)
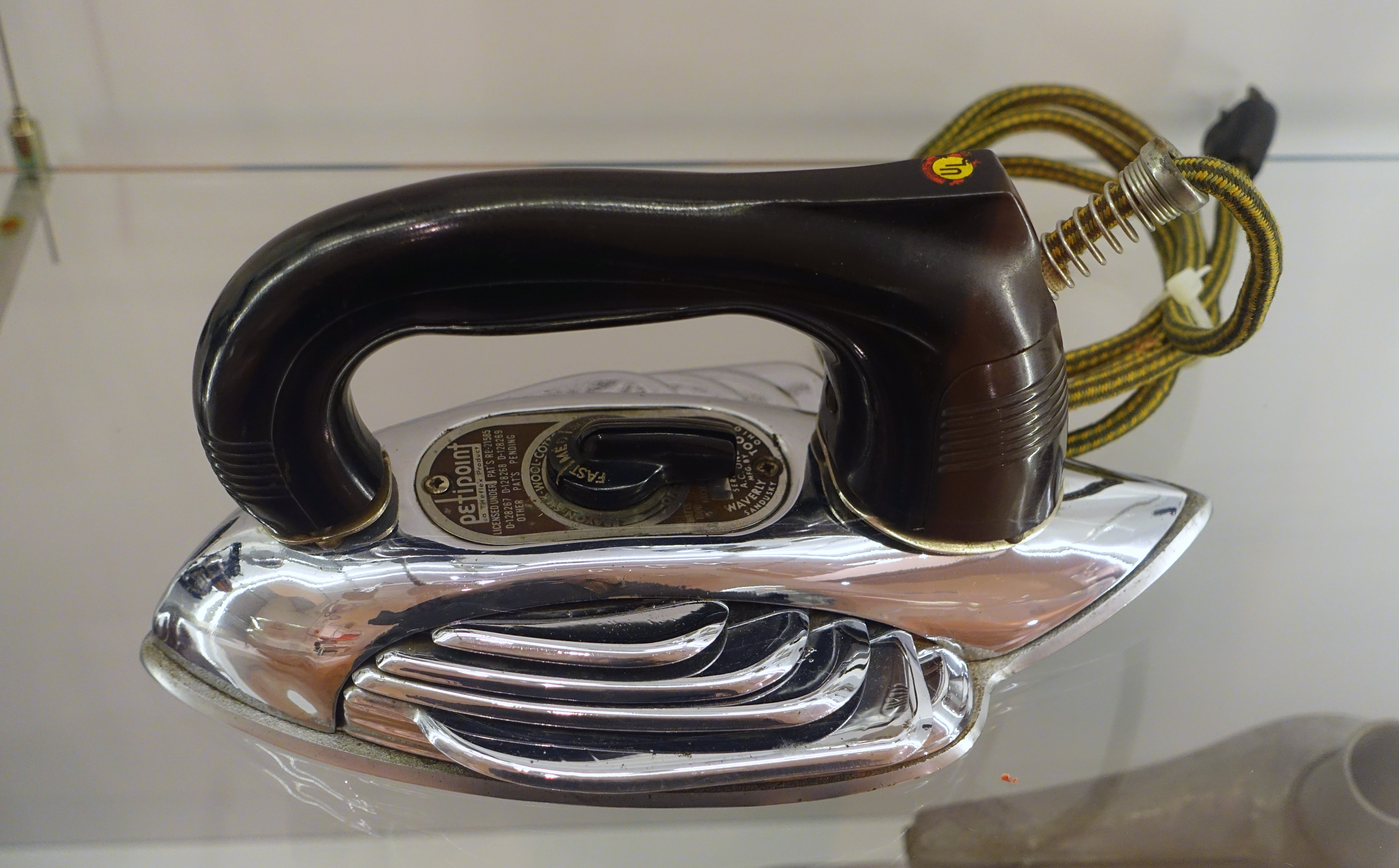
Fer à repasser
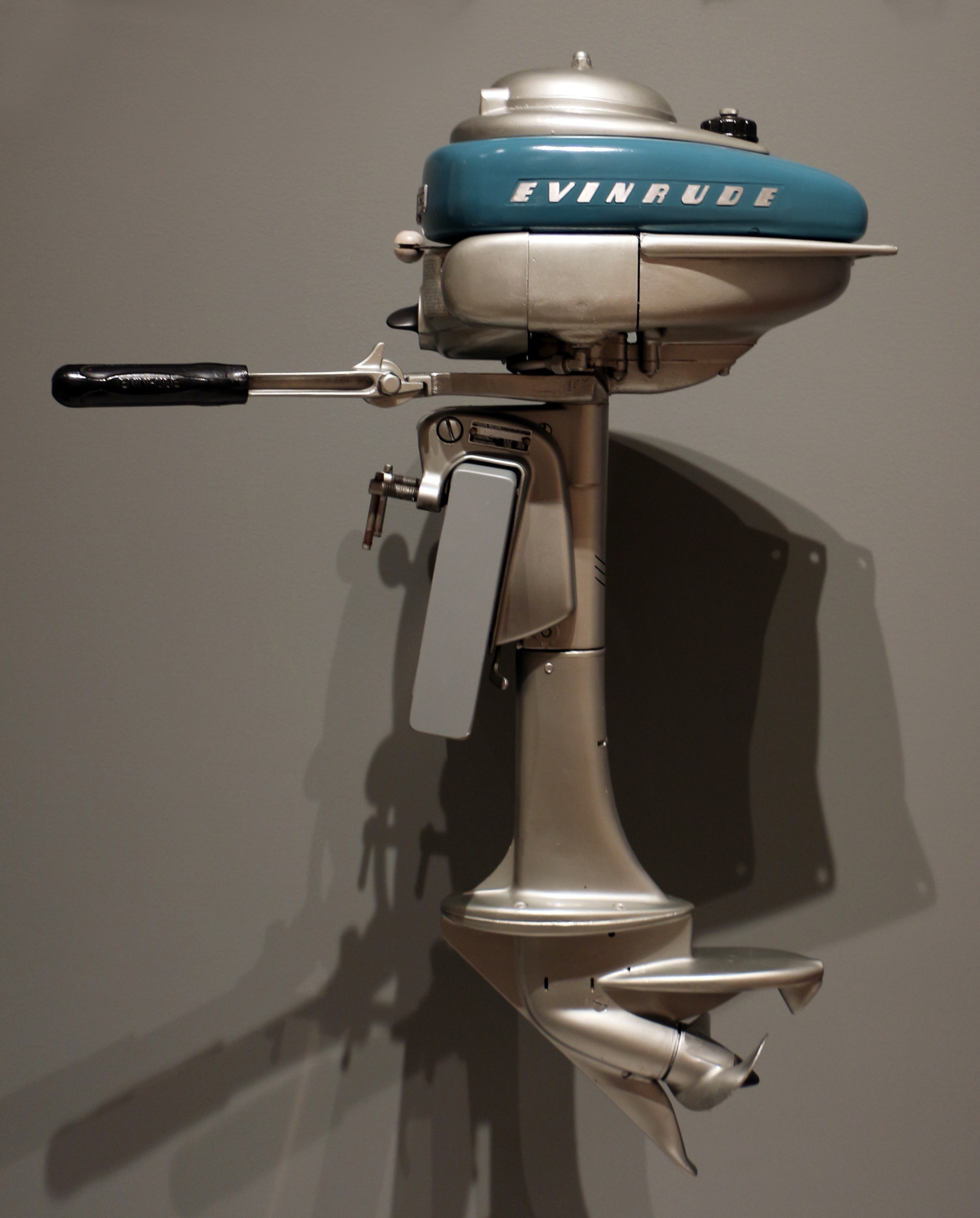
Moteur Evinrude (1947)

En 1944, il cofonde l'Industrial Designers Society of America (en) avec Raymond Loewy et huit autres partenaires. 
Il crée une série de voitures Excalibur pour Studebaker, inspirées des Duesenberg des années 1930. À la suite du retrait de la marque du projet en décembre 1963, Stevens expose ses voitures au salon de l'automobile de New York 1964, et poursuit leurs fabrications avec ses deux fils David et Steve jusqu'en 1989. 

Quelques véhicules
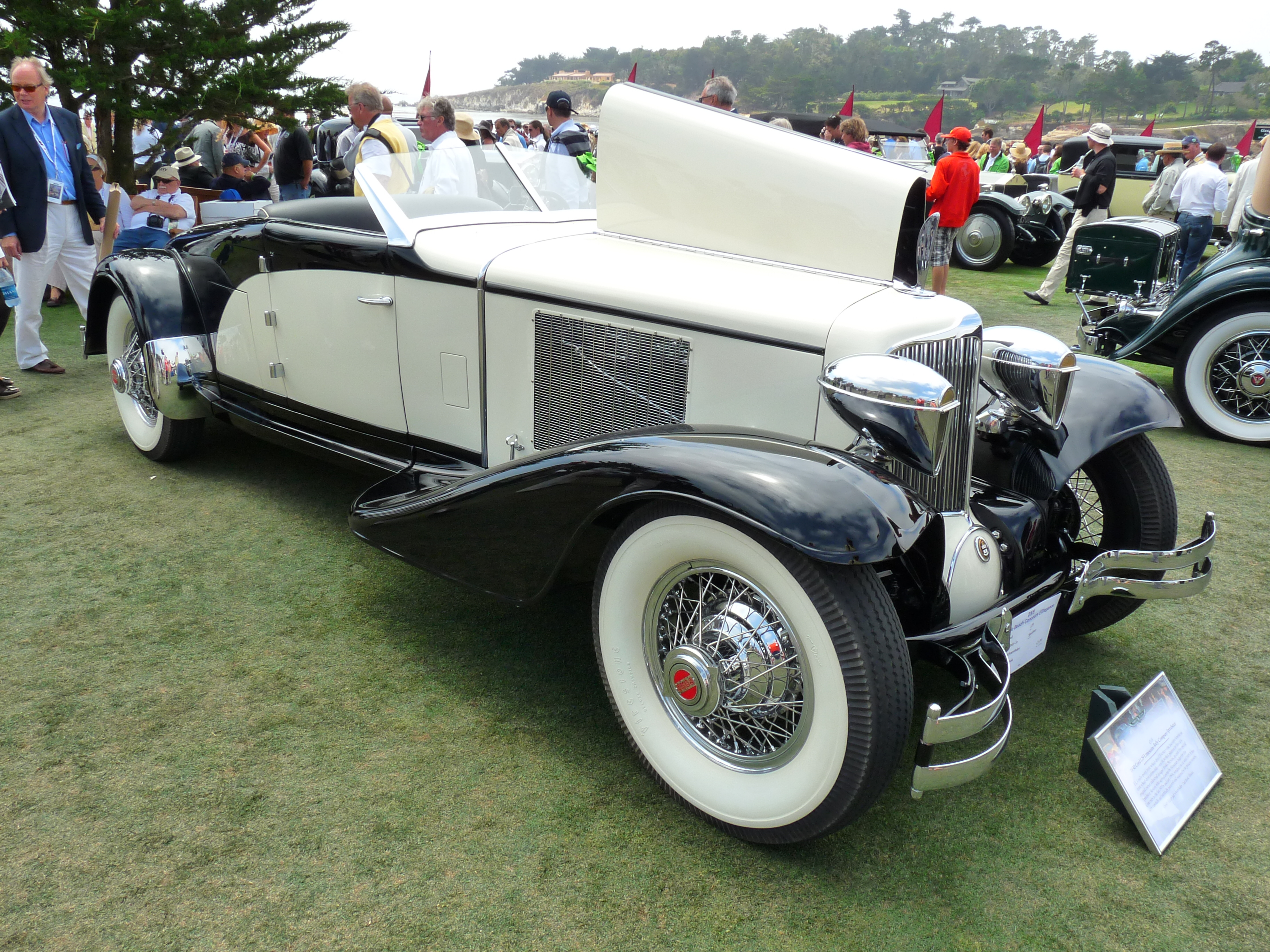
Cord L-29 Speedster Brooks Stevens (1930)
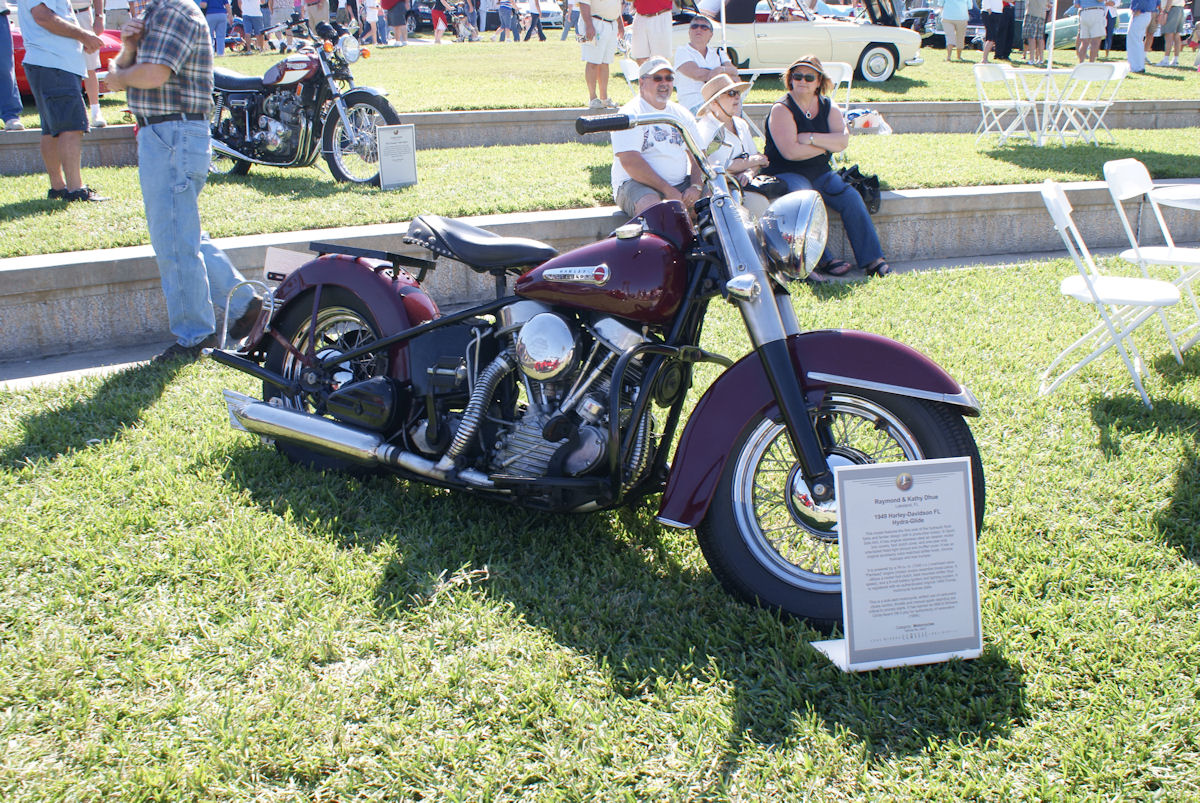
Harley-Davidson FL Hydra-Glide (1949)
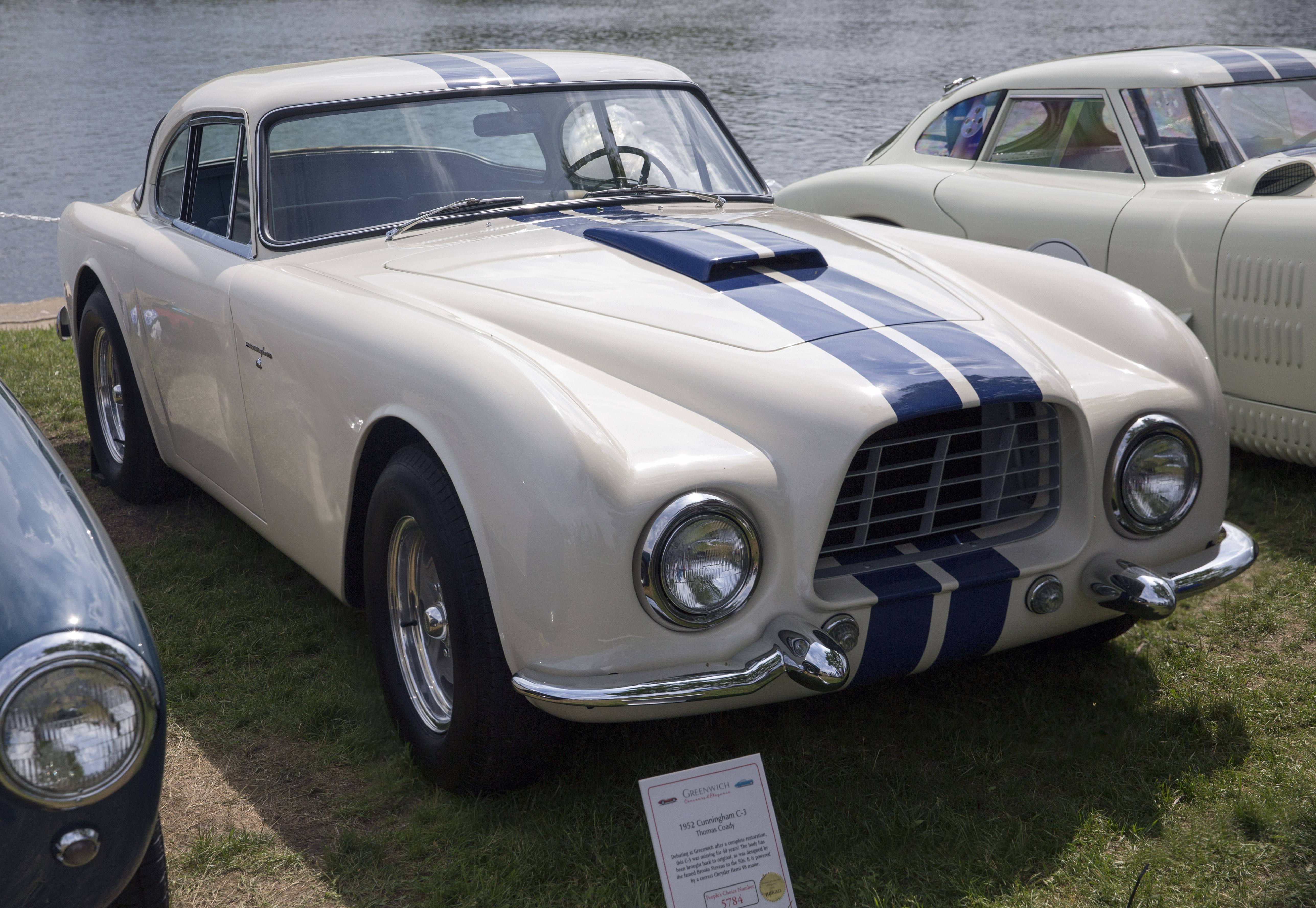
Cunningham (en) C3 (1952)
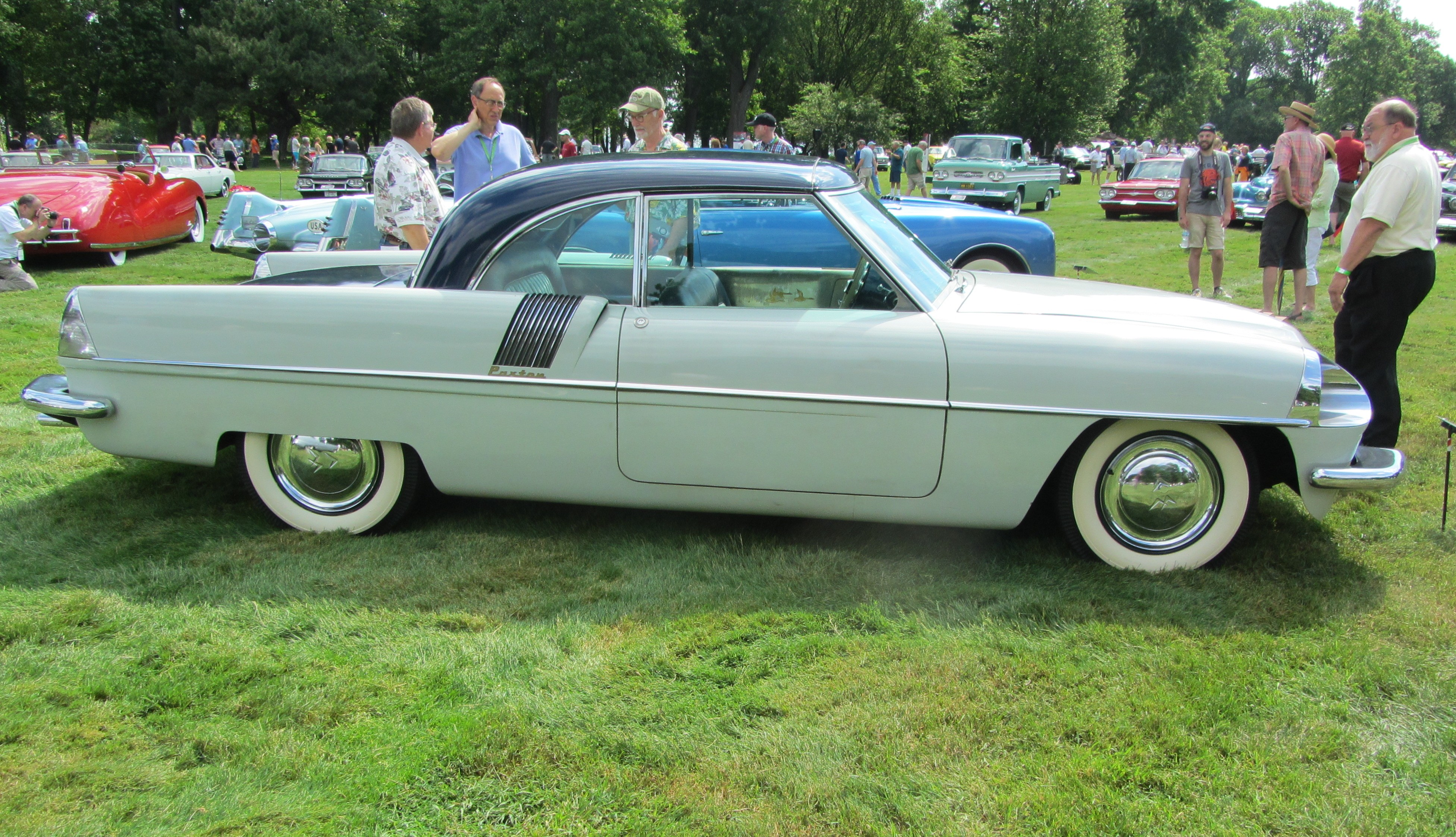
Paxton Phoenix (en) (1953)
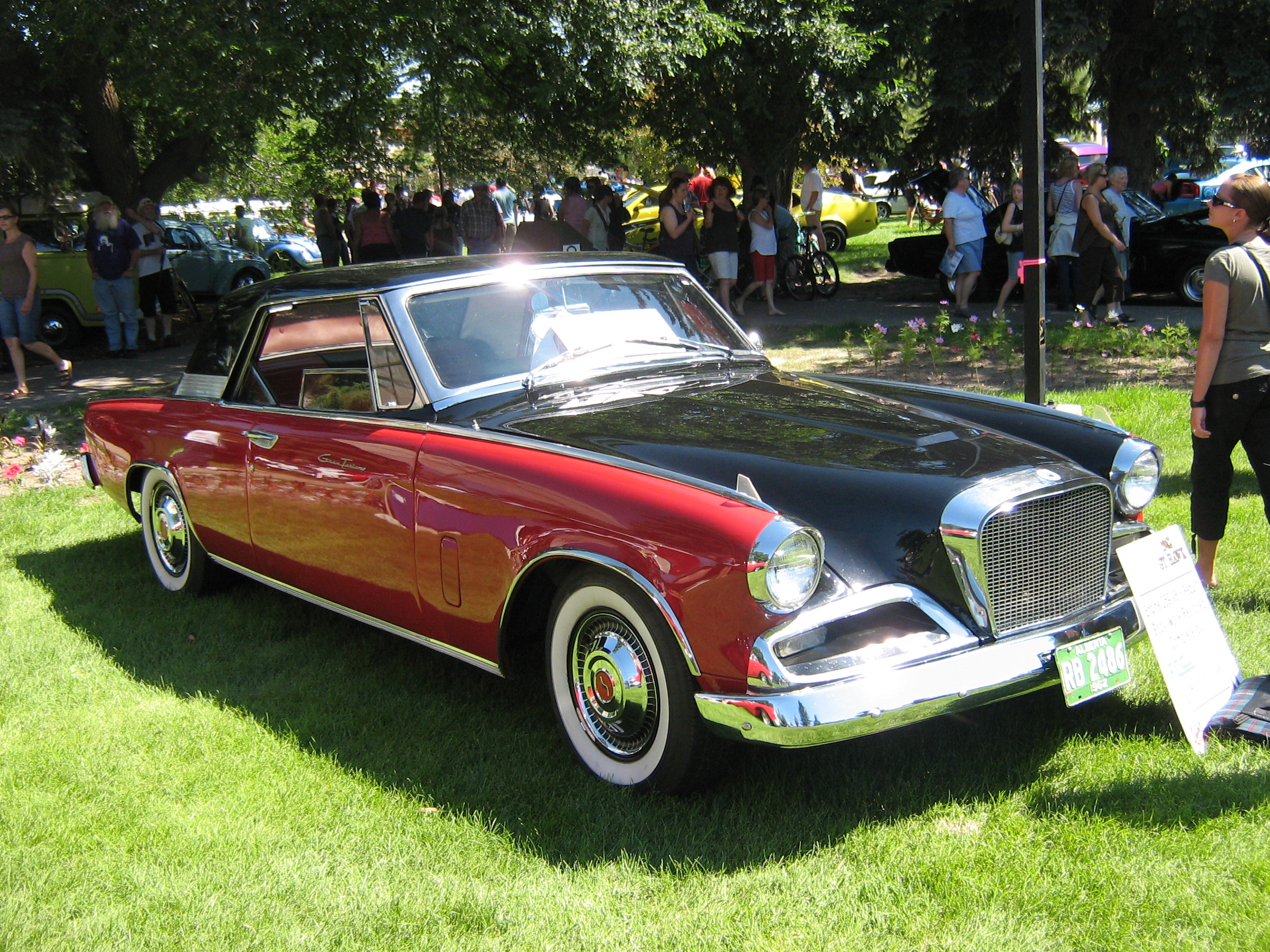
Studebaker Gran Turismo Hawk (en) (1962)
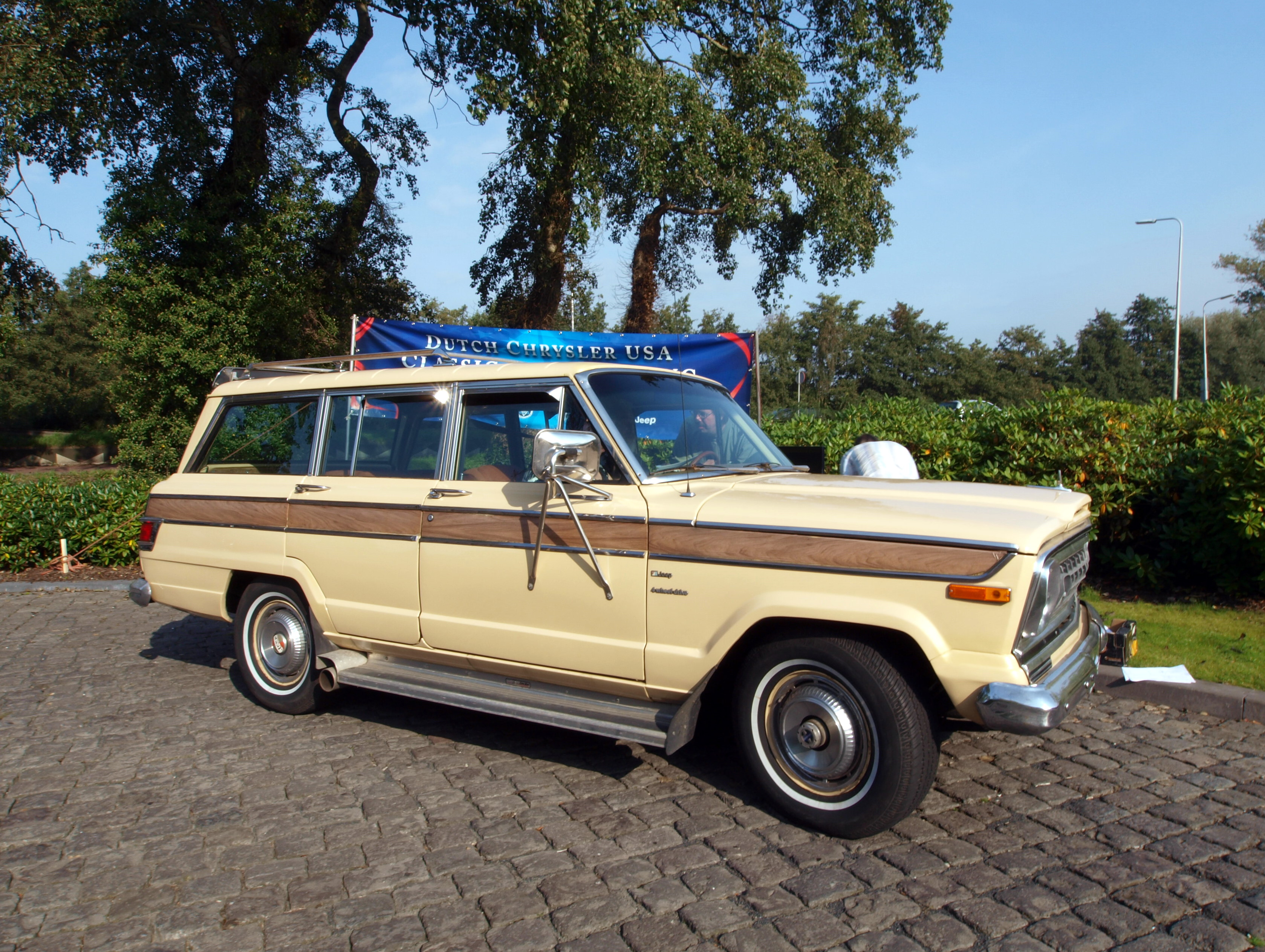
Jeep Wagoneer (1963)
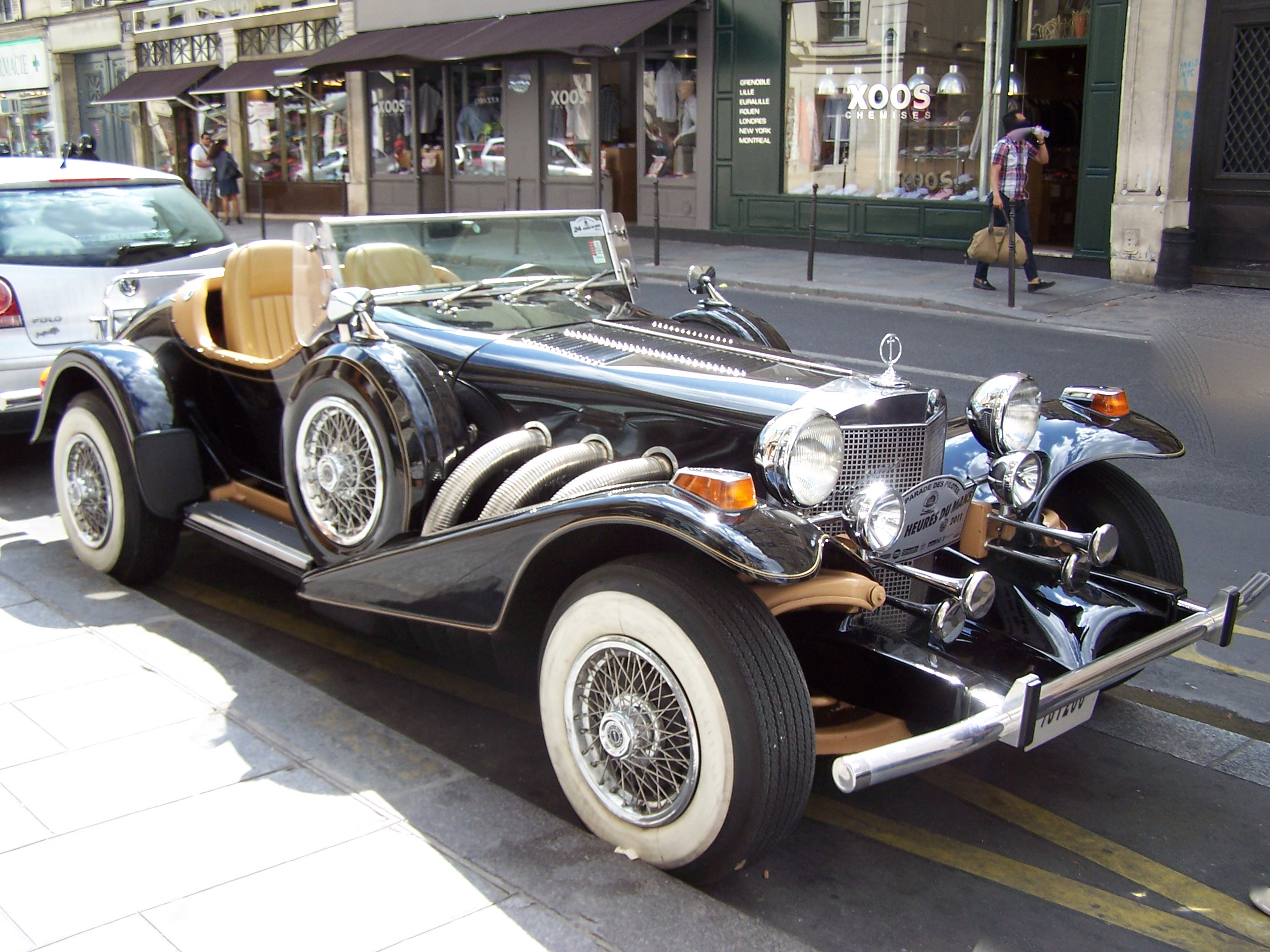
Excalibur (1965)

Brooks créé son musée « Brooks Stevens Automotive Museum » en 1959, à Mequon dans le Wisconsin, qui devient par la suite un espace d'exposition de référence de son œuvre, et une usine de production de ses Wienermobiles à la fin des années 1980. Le musée ferme en 1999, quatre ans après sa disparition. 

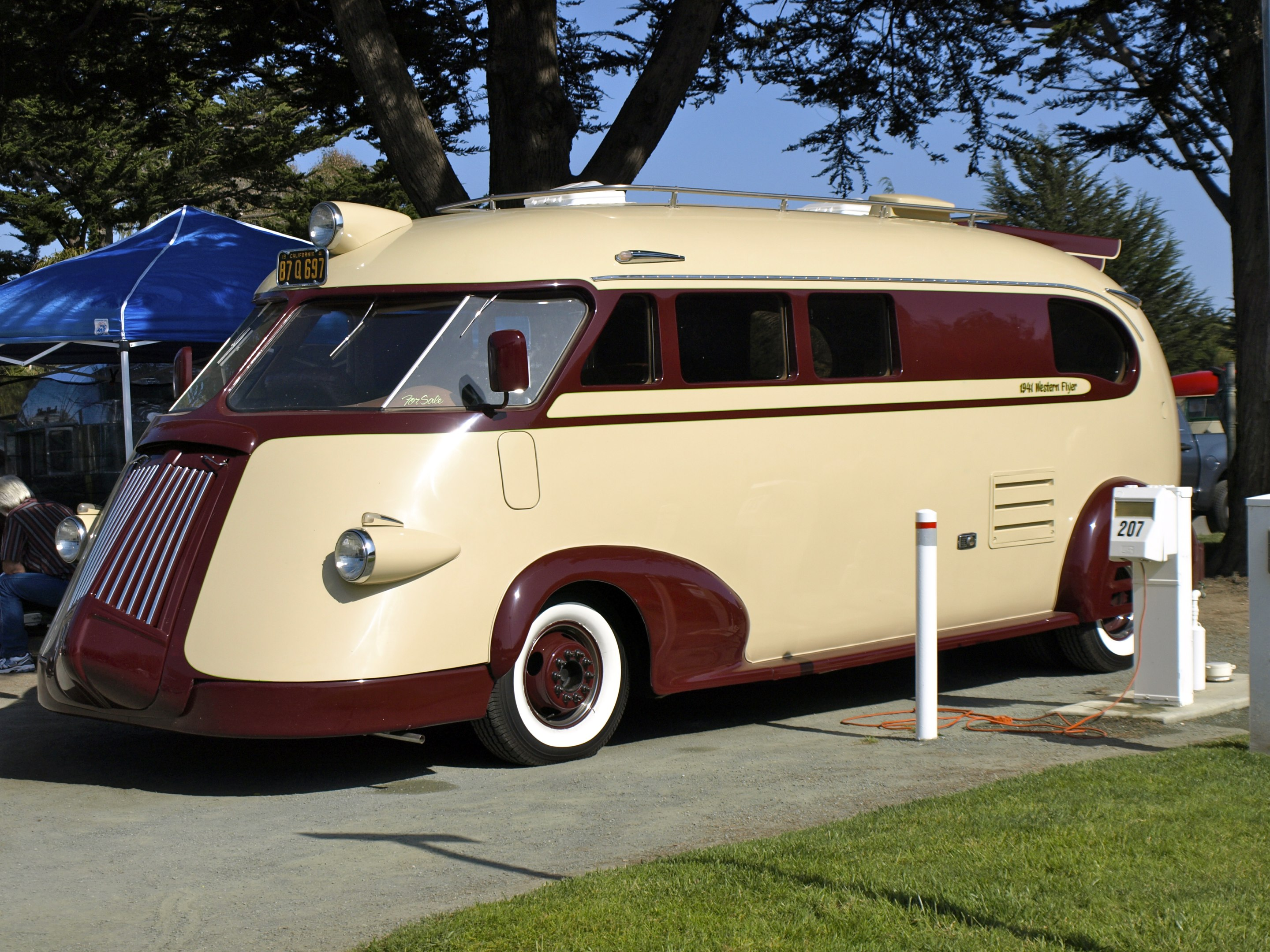
Ford Western Flyer (1941)
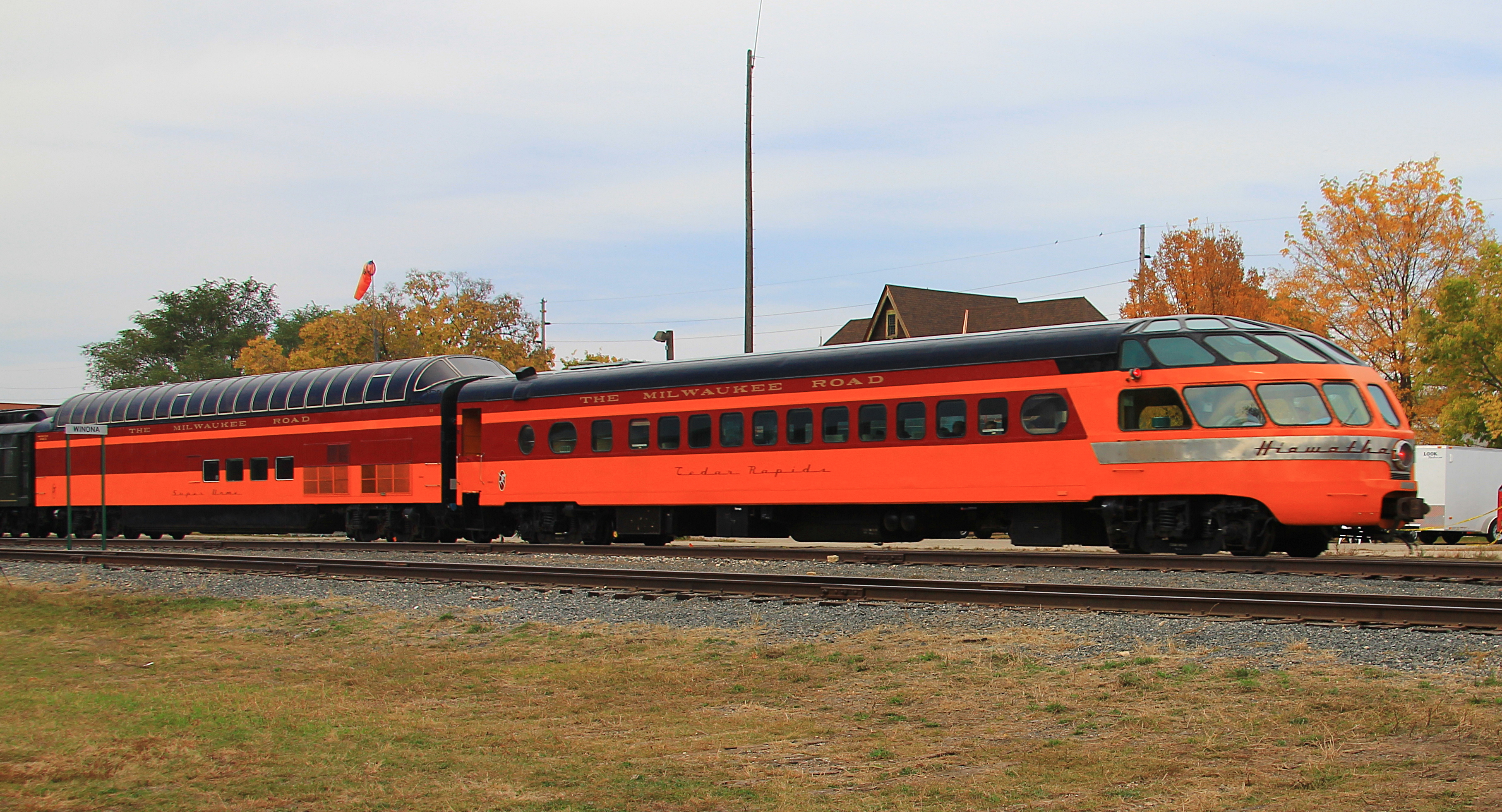
Skytop Lounge (en) (1948)
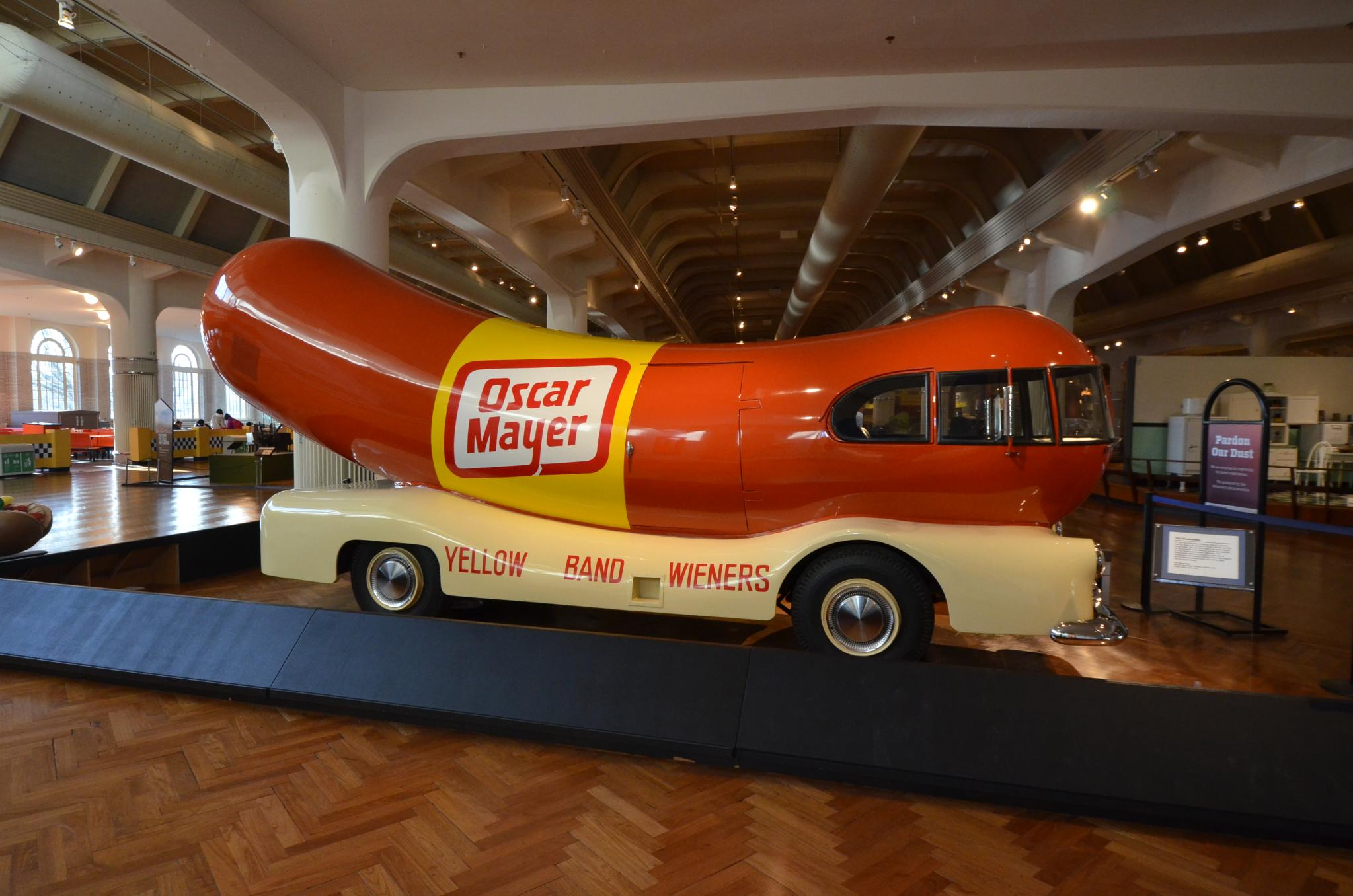
Wienermobile (1952)

À la suite de sa disparition en 1995, le New York Times désigne Clifford Brooks Stevens comme un « géant du design industriel »,,.

## Obsolescence programmée
Stevens est reconnu pour avoir développé le concept marketing de gestion du cycle de vie d'un produit et d'obsolescence programmée,,.

## Entreprises de Design
- Brooks Stevens Design Associates (en) à Milwaukee
- Industrial Designers Society of America (en)